# Parafia Świętego Ducha w Pobiedziskach
Parafia Świętego Ducha w Pobiedziskach – rzymskokatolicka parafia w Pobiedziskach, należy do dekanatu pobiedziskiego. Powstała 19 czerwca 2004 roku. Obecny kościół poewangelicki został wybudowany w stylu klasycystycznym w 1 połowie XIX wieku.